# アラジン2エボリューション
『アラジン2エボリューション』は、2005年11月にサミーから発売された4号機のストックタイプのパチスロ機。アラジンシリーズ初の液晶搭載機。通称アラエボ。販売台数は2006年3月末現在で約14万8千台（セガサミーホールディングスの決算発表資料による）。
2007年8月に検定切れとなり撤去された。

## 概要
アラジンシリーズに一貫して搭載されていたアラジンチャンス (AC) の代わりに、ST解除の確率を高めた3つのモードを搭載することでボーナスの連続性を実現させた。
通常は低確率に滞在し、その間は契機役（単チェリー・チャンス目・純ハズレの一部とラクダ3回成立・リプレイ3連）を引いた場合の一発解除の抽選（低確率）に当選するか、3連チェリー15回成立の実質天井到達時以外には、ST解除は起こらない。
契機役のうち単チェリーとチャンス目を引いた場合に高確率に昇格する抽選を行い、当選すると2段階の高確率モードに振り分けられる。その場合はST解除確率が1/20に上がるが、片方は継続率が低く、片方は継続率が高い。
純ハズレの一部（約1/90,000）が成立すると超高確率モード（ST解除確率1/5で継続率も高いモード）に入る。この超高確率モード滞在中は10G以内の速攻連チャンが期待できる。
液晶を搭載したことで、演出がより多彩になった。一方でリール内照明点滅やスタート音の変化などはそのまま残してある。またアラジンシリーズ一連の名物である「単チェリー」も残し、ボーナスの抽選か確率モード昇格抽選の契機役となったことで、相変わらず「アツい」出目となっている。

## ゲーム機
2005年12月15日にPlayStation 2用ソフト『実戦パチスロ必勝法! アラジン2エボリューション』、2006年3月30日にニンテンドーDS用ソフト『実戦パチスロ必勝法! アラジン2エボリューション DS』、PlayStation Portable用ソフト『実戦パチスロ必勝法! アラジン2エボリューション ポータブル』が発売されている。
オンラインゲームサイト『777town.net』にてプレイが可能である。
携帯サイト『サミー777タウン』にてプレイが可能である。